# HD248428
HD248428 є хімічно пекулярною зорею спектрального класу
B8 й має видиму зоряну величину в смузі V приблизно 11,0.

## Пекулярний хімічний вміст
Зоряна атмосфера HD248428 має підвищений вміст 
Si
.